# Sculptură populară (Durlești)
Sculptură populară este un ansamblu de sculpturi vernaculare amplasat în Durlești, municipiul Chișinău, Republica Moldova. Este un monument de artă de importanță națională inclus în Registrul monumentelor Republicii Moldova ocrotite de stat cu nr. 399 (municipiul Chișinău).